# Albert W. Hawkes
Albert W. Hawkes (Chicago, 1878. november 20. – Palm Desert, 1971. május 9.) az Amerikai Egyesült Államok szenátora (New Jersey, 1943–1949).